# Черкасский, Михаил Темрюкович
Князь Михаил Темрюкович Черкасский, до крещения Салтанкул (до 1540 — май 1571) — крещёный кабардинский мурза, воевода и опричник в царствование Ивана IV Грозного. Представитель рода Черкасских, сын старшего князя Большой Кабарды Темрюка Айдарова, брат царицы Марии Темрюковны.

## Биография
Салтанкул был младшим сыном правителя Большой Кабарды Темрюка Идарова. В 1558 году Салтанкул вместе со своим старшим братом Булгеруком прибыл в Русское Царство, где по приказу отца принял крещение и получил статус удельного служилого князя. Царь Иван Грозный приказал его крестить (в крещении Михаил) и учить грамоте.

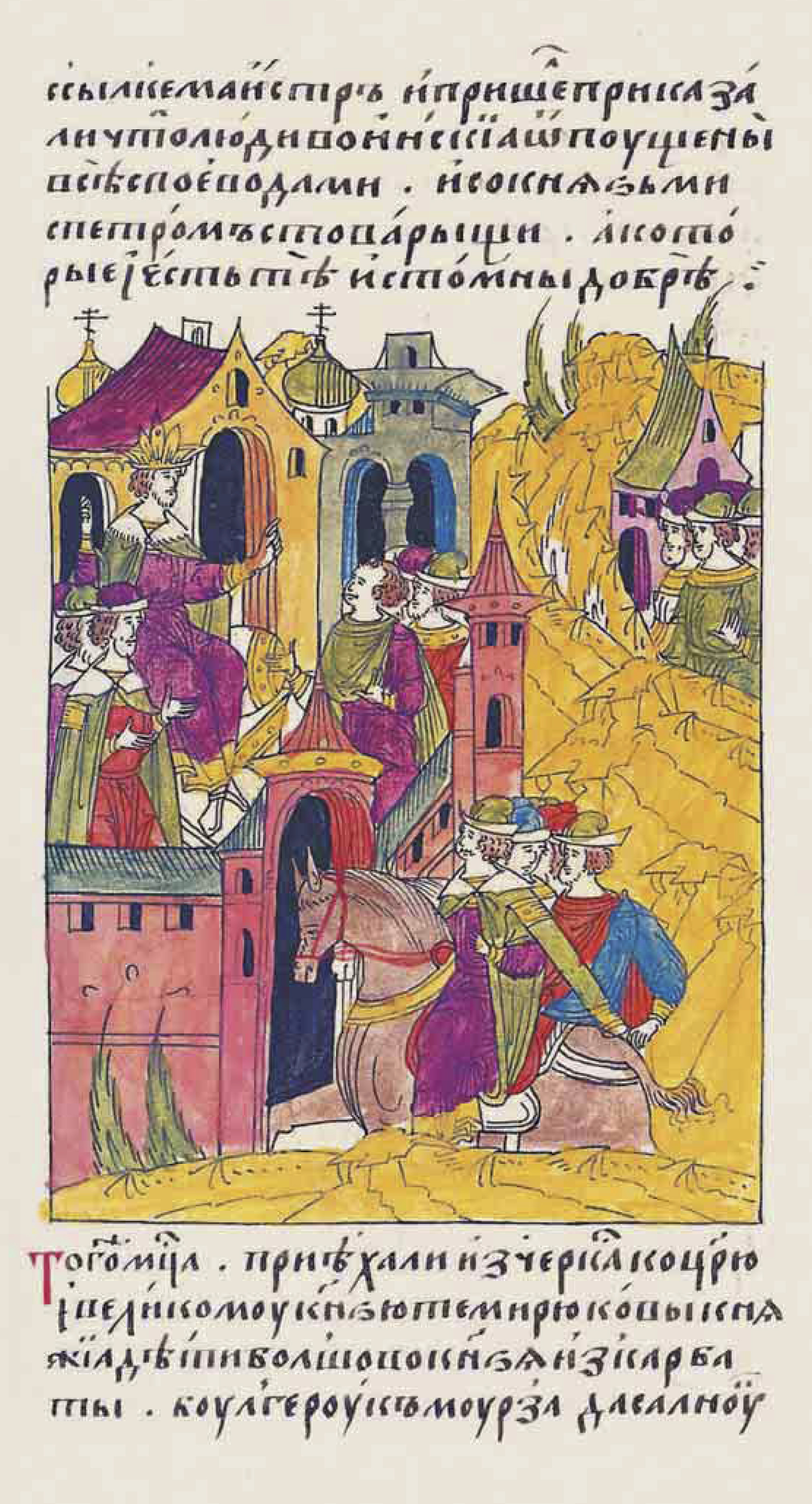
«В том же месяце приехали из Черкасс к царю и великому князю дети старшего князя Темрюка из Кабарды: Булгерук-мурза и Салнук-мурза, бить челом, чтобы государь их пожаловал, своих холопов, и защитил их от Шевкалского государя»

В 1559 году Михаил отличился в боях против крымских татар, как писал царю Ивану Грозному князь Дмитрий Вишневецкий — Черкасский «истребил конный отряд». Породнившись с царем через сестру Марию, князь Михаил Черкасский приобрел силу и влияние при дворе.
В Полоцком походе 1562—1563 гг. Михаил занимал должность «рынды с большим саадаком», после взятия Полоцка послан в Москву с вестью о победе. В Москве Михаил передает от государя послания и подарки митрополиту Макарию, царице Марии Темрюковне, царевичам Ивану и Фёдору. В награду получил от царя в удел город Гороховец.
Черкасский женился на пятнадцатилетней дочери боярина Василия Михайловича Захарьина-Юрьева, а от царя получил в своё владение громадные земельные угодья — вотчины вокруг города Гороховца по рекам Оке и Клязьме. Иван Грозный несколько раз то отбирал у брата своей жены все его богатства, то возвращал и наделял новыми.

Любопытные подробности о взаимоотношениях царя с Черкасским сообщал пленный немецкий дворянин Шлихтинг: 
«Тиран не пропускает никакого случая оказать ему своё расположение, понятно, в течение тех двадцати или тридцати дней, когда он не свирепствует. Но как только его душа воспламенится чем-либо возбуждающим жестокость и вспыльчивость, он приказывает привязать к каждым воротам (его дома) пару или две диких медведей, в силу чего несчастный не может выйти не только сам, но и никто вообще…»

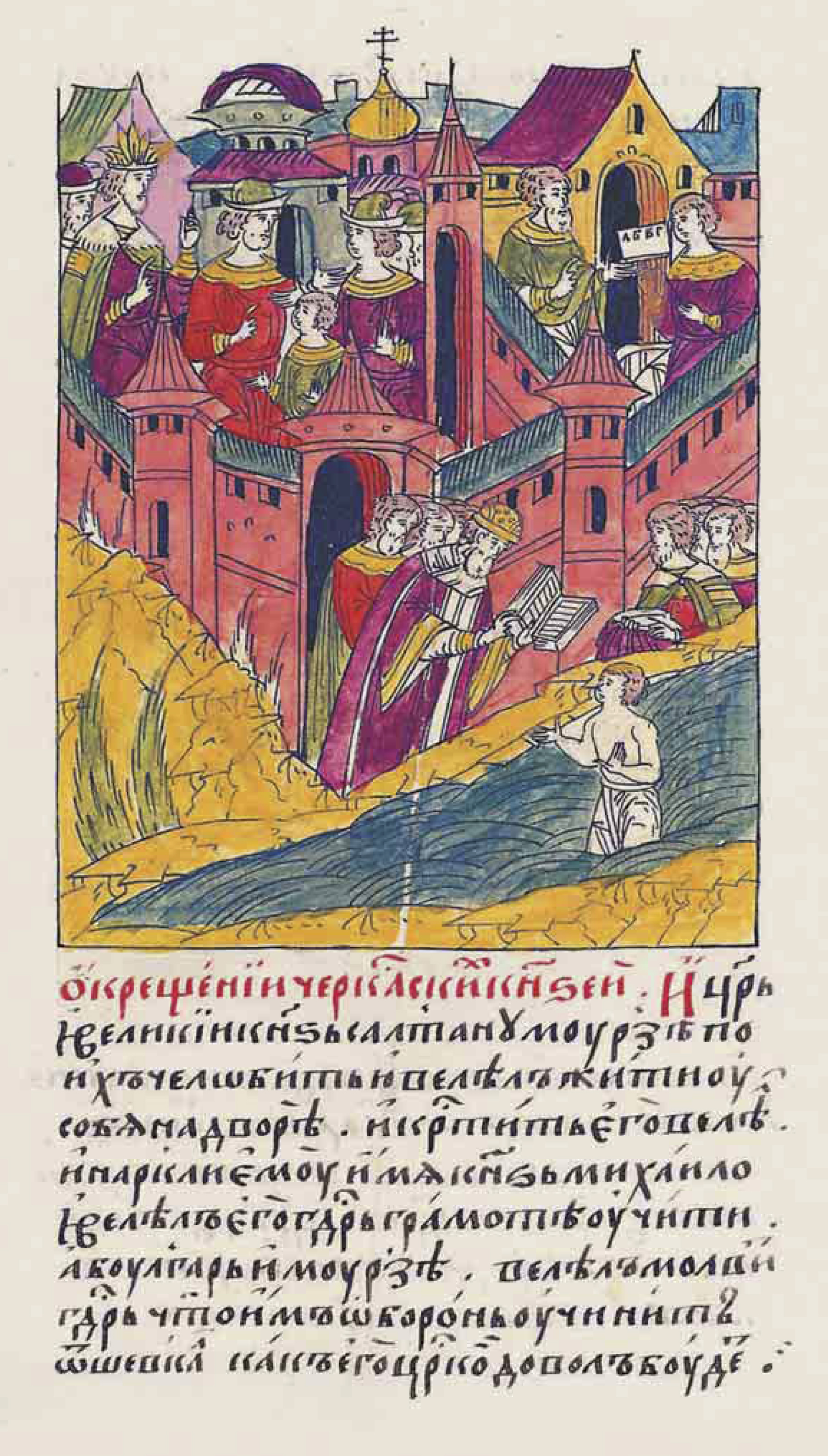
«И царь и великий князь согласно их челобитью велел Салтан-мурзе жить у себя на дворе и велел его крестить, и назвали его князем Михаилом»

С сентября 1567 года Черкасский упоминался в числе опричников, в том же году он стал боярином и приобрел значение одного из руководителей опричнины. Михаил был близок к царю, сразу после установления опричнины Иван Грозный жил в доме Черкасского на Воздвиженке. Черкасский «сидел первым в Боярской думе и при перечислении думных списков назывался всегда первым». «Князь Михайло Темрюкович Черкасский тогда был человек великий и временный, и управы было на него добиться неможно».
Михаил Темрюкович как опричник принимал непосредственное участие в истязаниях и казнях мнимых и действительных царских врагов. В 1567 году Михаил Черкасский «рассек на части казначея государева Тютина с женой, двумя сыновьями и двумя юными дочерьми».
Черкасский принимал участие в Ливонской войне, в 1568—1570 гг. командовал Большим полком в боевых действиях против крымских татар.
В 1571 году крымский хан Давлет-Гирей осуществил поход на Москву, захватил и сжёг город, убив и взяв в плен огромное число людей. Иван Грозный бежал в сторону Ярославля, бросив малочисленное войско. Войско опричников во главе с Михаилом Черкасским не смогло остановить 120-тысячное войско крымских татар. Когда татары уже оставили разграбленную Москву и дошли до Серпухова, вслед им бросился с собранным полком Михаил Темрюкович. Но было уже поздно, и татары безнаказанными ушли в степи.
Кто-то донёс царю, что на стороне крымского хана выступил и старший князь Кабарды Темрюк Идаров, хотя на самом деле тот умер несколько месяцев назад. Возможно, мысль о предательстве Михаила Темрюковича, которую внушили Ивану Грозному, ослепила его и заставила жестоко расправиться с ним. Однако существуют и другие версии потери Черкасским доверия царя — якобы Иван Грозный опасался предательства Черкасского во время набега Девлет-Гирея. Однако есть доказательства, что положение царского шурина пошатнулось ещё раньше — с начала 1571 года. В наказе русскому послу С. Клавшову было велено говорить, что «князь Михаиле был в полку с царевыми и великими князя воеводами, и в царев приход ехал из полку в полк и изгиб безвестно».
Черкасский был вызван в Александрову слободу и там был казнён якобы за измену. Произошло это между 16 и 23 мая 1571 года. По сведениям Таубе и Крузе, его жена с шестимесячным сыном Сильвестром были казнены ещё раньше, а трупы их царь приказал положить во дворе князя.
Опала и смерть постигла не только его, но и многих родственников двух первых жён царя, подозревавшего их в смерти своей третьей жены — Марфы Собакиной.

Немец Генрих Штаден писал: 
«Великий князь принялся расправляться с начальными людьми из опричнины… Князь Михаил сын [Темрюка] из Черкасской земли, шурин великого князя, стрельцами был насмерть зарублен топорами и алебардами…».
 По другой версии, Черкасский был посажен на кол.
В 1583 году Иван Грозный, учреждая поминовение опальных, прислал в Троице-Сергиев монастырь большой вклад по душе князя М. Т. Черкасского.

## Оценки деятельности
«суровый азиатец, то знатнейший воевода, то гнуснейший палач, осыпаемый и милостями, и ругательствами, и… побоями…, многократно обогащаемый и многократно лишаемый всего в забаву царю».— Н. М. Карамзин

## Семья
- Отец — Темрюк Айдаров
- Братья — Домануко, Мамстрюко, Булгайрук.
- Сёстры — Мария, Алтынчач и Малхуруб.